# Schiffszertifikat

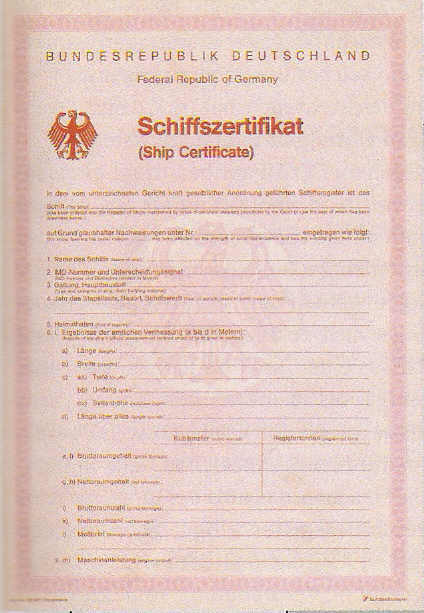
Ein Schiffszertifikat

Das Schiffszertifikat ist eine Urkunde über die Eintragung eines Seeschiffes in das Schiffsregister eines Staates, zum Beispiel in das Schiffsregister der Bundesrepublik Deutschland. Das Schiffszertifikat berechtigt dann zum Führen der Flagge des jeweiligen Landes. Reeder und Verlader genießen damit den völkerrechtlichen Schutz dieses Landes.
Die Seeschiffsregister werden in Deutschland von einigen Amtsgerichten geführt.
In der Bundesrepublik müssen alle Seeschiffe mit einer Rumpflänge von mehr als 15 Metern in das Seeschiffsregister eingetragen werden. Bei kürzeren Schiffen ist eine Eintragung freiwillig.
Die im Schiffszertifikat eingetragene Seeschiffsregisternummer gilt bei Binnenfahrten als amtliches Kennzeichen. Alternativ kann auch das vom Register erteilte Unterscheidungssignal als amtliches Kennzeichen für die Binnenfahrt verwendet werden.
Das Binnen-Pendant zum Schiffszertifikat ist der Schiffsbrief.